# Anateinoma
Anateinoma é um gênero de traça pertencente à família Arctiidae.

## Espécies
- Anateinoma affabilis Möschler, 1890